# Blind Man's Zoo
Blind Man's Zoo è il quarto album discografico in studio del gruppo musicale statunitense 10,000 Maniacs, pubblicato nel 1989.

## Tracce
Tutte le tracce sono state scritte da Natalie Merchant, tranne dove indicato.
Lato 1
1. Eat for Two – 3:26
2. Please Forgive Us (Robert Buck, Merchant) – 3:22
3. The Big Parade (Jerome Augustyniak, Merchant) – 4:00
4. Trouble Me (Dennis Drew, Merchant) – 3:08
5. You Happy Puppet (Buck, Merchant) – 3:35
6. Headstrong – 4:13

Lato 2
1. Poison in the Well (Drew, Merchant) – 3:05
2. Dust Bowl (Buck, Merchant) – 4:11
3. The Lion's Share (Drew, Merchant) – 3:00
4. Hateful Hate – 4:28
5. Jubilee – 6:07